# Compact disc

Il logo del Compact Disc

Il compact disc (lett. "disco compatto"; abbreviato CD o cd), anche italianizzato con scarsa fortuna con il nome "compatto", è un tipo standardizzato di disco ottico utilizzato in vari ambiti per la memorizzazione di informazioni in formato digitale.

## Storia
La sua genesi è dovuta alla ricerca, da parte del mondo della telefonia, di un sistema efficiente di moltiplicazione delle informazioni, attraverso la digitalizzazione e semplificazione dei segnali. L'applicazione congiunta del sistema numerico binario e del laser al suono diede vita al compact disc.
Nei primi anni il progetto fu inizialmente seguito da una joint venture tra DuPont e Philips. DuPont poteva vantare un'enorme esperienza nel policarbonato (inventato nel 1928 proprio da DuPont) e una forte presenza nei Paesi Bassi con un'installazione chimica a Dordrecht, vicino a Rotterdam. DuPont aveva già intrapreso una collaborazione con Philips, la sfortunata PDM (Philips-DuPont Magnetics, sponsor anche della squadra ciclistica PDM-Concorde), per sviluppare nastri magnetici che utilizzassero altri due prodotti DuPont: il supporto in poliestere Cronar (invenzione DuPont del 1955) e l'ossido di cromo Crolyn (invenzione DuPont del 1956). DuPont aveva inoltre un'altra joint venture con British Telecom (BT&D) per sviluppare microlaser e fibre ottiche. C'erano perciò tutte le premesse per eccellenti sviluppi. Dopo i primi prototipi si riunirono a Ginevra i responsabili europei per analizzare gli sviluppi del progetto e gli investimenti necessari. Tali investimenti comprendevano anche una possibile fabbrica in Italia, per utilizzare l'alluminio dell'Ilva.
Gli studi preliminari misero in luce che lo sviluppo del CD avrebbe consentito la creazione di un disco con una capacità di oltre 600 MB di dati e probabilmente di oltre un'ora di musica in formato digitale. La cosa non entusiasmò i dirigenti DuPont per via degli enormi investimenti richiesti: tenendo conto che i personal computer di allora avevano memorie da 64 KB a 4 MB e hard disk da 20 MB, la capacità del nuovo supporto sarebbe stata esagerata in confronto alle reali necessità dell'epoca. Anche per la musica era impensabile che il mondo intero sostituisse i giradischi e i registratori con i nuovi costosissimi lettori di dischi ottici (ed in effetti la cosa non avvenne a livello di massa fino agli anni ottanta del XX secolo). La gestione DuPont rifiutò il progetto e chiese quindi a Philips di continuare da sola, costringendo così la stessa a cercare altre alleanze per lo sviluppo del supporto. Per qualche anno, comunque, rimase in vita la PDO (Philips-DuPont Opticals) che stampava CD con produzione nel Regno Unito (principalmente musica) e Stati Uniti (dati). La PDO chiuse nel 1990 per "divergenze di interessi".
Si può dire quindi che la vera paternità del CD sia da attribuire a Philips e DuPont, anche se DuPont non partecipò a nessuno sviluppo successivo ed uscì completamente dal progetto alla fase iniziale.
Di fatto la progettazione del CD nella sua configurazione definitiva risale al 1979, e si deve ad una nuova joint venture tra la Philips e l'azienda giapponese Sony, che già dal 1975 stava sperimentando in modo indipendente la tecnologia per un disco ottico digitale.
Il 17 agosto 1982 venne prodotto in una fabbrica della Philips ad Hannover in Germania il primo CD per utilizzo commerciale: la Sinfonia delle Alpi di Richard Strauss  con i Berliner Philharmoniker diretti da Herbert von Karajan. Il primo album pop ad essere stampato sul nuovo supporto fu The Visitors del gruppo svedese ABBA, ma il primo ad essere immesso sul mercato fu 52nd Street di Billy Joel, commercializzato dal 1º ottobre 1982 in Giappone insieme al lettore. Dal 2 marzo 1983, data in cui la CBS pubblicò 16 compact disc, il nuovo formato si diffuse rapidamente in tutto il mondo.
Il primo CD a superare il milione di copie vendute fu l'album Brothers in Arms dei Dire Straits nel 1985. Nel febbraio dello stesso anno David Bowie divenne invece il primo artista ad avere il suo intero catalogo convertito nel nuovo formato, dopo che la RCA Records ristampò i suoi primi 15 album su compact disc. In Italia il primo CD insignito del disco di platino per le vendite fu The Dream of the Blue Turtles di Sting nel 1986.
In seguito all'avvento della musica digitale in streaming e a un rinnovato interesse per i dischi in vinile, il mercato dei CD ha avuto un crollo di vendite al punto che nel febbraio del 2018 Sony ha chiuso l'ultima fabbrica di CD degli Stati Uniti, quella di Terre Haute nell'Indiana.
Anche i lettori CD audio da tavolo sono stati soppiantati nel tempo dai lettori DVD in grado di leggere anche i CD audio, ma anch'essi sono sempre meno diffusi e sui moderni personal computer non sono più presenti i lettori di dischi ottici.

## Descrizione

Il lato utilizzato di un CD

Il compact disc è composto da un disco di policarbonato trasparente, generalmente di 12 centimetri di diametro, al cui centro si trova un foro di 1,5 centimetri di diametro dedicato all'albero di fissaggio del lettore CD, ed un'ulteriore area trasparente con un diametro di circa 2 cm (foro centrale compreso) dedicata ad un eventuale meccanismo atto a migliorarne l'aderenza all'albero di rotazione; la restante area del disco è accoppiata nella parte superiore ad un sottile foglio di materiale metallico sul quale, nella parte inferiore, vengono memorizzate le informazioni come successioni di elementi detti pits e lands, successivamente letti per mezzo di un laser (per questo motivo sono detti anche dischi ottici).

## Struttura fisica

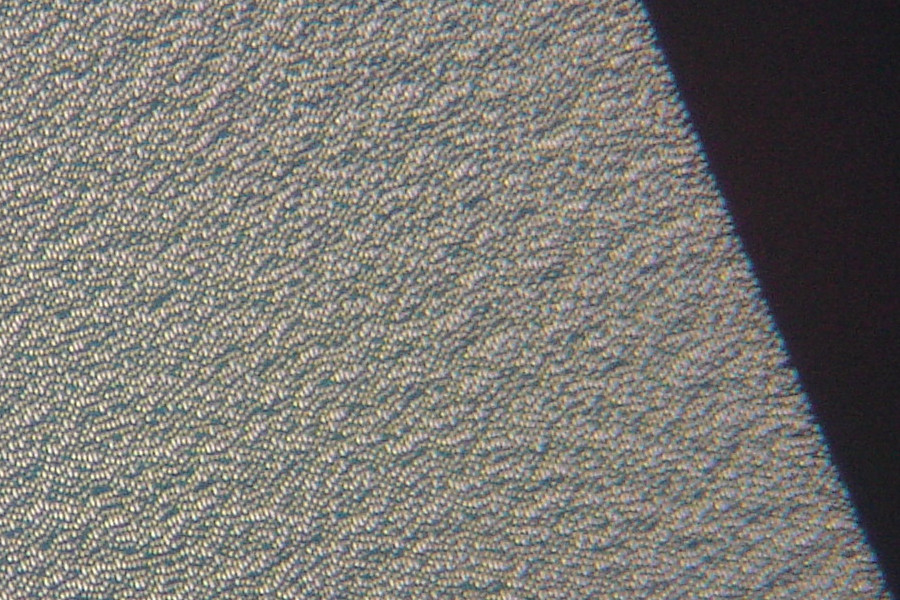
Immagine al microscopio della superficie di un CD

I CD hanno una struttura paragonabile a quella dei normali dischi musicali: i dati sono ordinati lungo un'unica traccia a forma di spirale, un'organizzazione quindi molto diversa da quella dei dischi magnetici (hard disk e floppy disk). La spirale parte al centro (contrariamente ai dischi in vinile) e procede verso l'esterno, permettendo così di avere CD più piccoli dello standard (per esempio i mini-CD o i CD a forma di carta di credito).
La struttura a spirale del CD-ROM è tale da massimizzare le prestazioni per l'accesso sequenziale a scapito dell'accesso diretto, una traccia detta TOC (Table Of Contents) è registrata nella parte centrale del disco e viene letta dal lettore prima di iniziare la lettura vera e propria del CD, su questa traccia sono memorizzati i dati relativi alla durata totale, numero di tracce e posizione delle stesse per la ricerca.
Una caratteristica dei CD audio è data dalla velocità di lettura costante (CLV: Constant Linear Velocity). Il principio stabilisce che il laser deve leggere i dati a velocità uniforme, sia che si tratti della parte esterna sia quella interna del disco. Questo si ottiene variando la velocità di rotazione del disco, che passa da 500 giri al minuto al centro a 200 giri al minuto all'esterno.
I CD dati invece possono essere letti tranquillamente anche a velocità variabile. Per ottenere prestazioni di lettura elevate il disco viene pertanto fatto girare a velocità costanti ed elevate (in modalità CAV: Constant Angular Velocity), pur se questo comporta un leggero rumore. La velocità di lettura dati (DTR) è una caratteristica fondamentale di un CD-ROM: essa viene contrassegnata da un numero standard seguito da una "x", equivalente a 153,6 kB/s - ad es. 4x = 614,4 kB/s. Questa velocità di base indicata con "x" è quella a cui vengono letti i CD audio registrati in PCM con 44100 campioni al secondo, ognuno da due byte per l'altoparlante destro e altri due per quello sinistro.

### Dimensioni
| diametro            | capacità audio | capacità dati | note                |
| ------------------- | -------------- | ------------- | ------------------- |
| 120 mm              | 74–99 min      | 650–870 MB    | dimensione standard |
| 80 mm               | 21–24 min      | 185–210 MB    | Mini-CD             |
| 85x54 mm - 86x64 mm | ~ 6 min        | 30-100 MB     | CD card             |

## Formati fisici

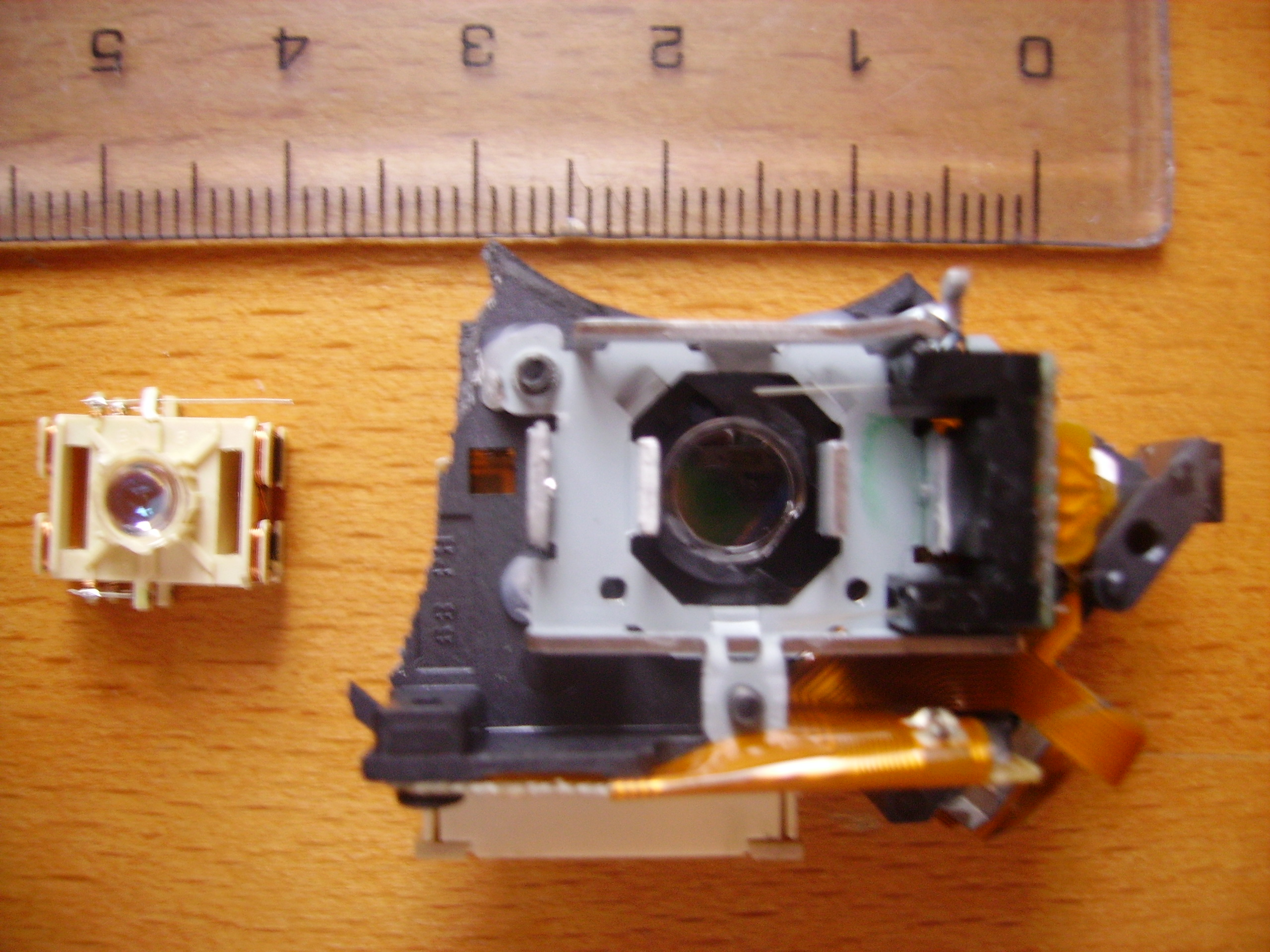
Gruppo ottico di un lettore di Compact disc

I formati fisici dei CD sono definiti da documenti che prendono collettivamente il nome di Rainbow Books. Il motivo per cui si siano utilizzati nomi di colori per gli standard si perde nella leggenda: pare che la prima versione delle specifiche del CD Audio fosse rilegata in un libro in cartoncino rosso, da cui il nome. Gli standard, pur mantenendo lo stesso formato fisico, si differenziano per l'organizzazione dei dati e per i sistemi di codifica. Tutti utilizzano il codice Reed-Solomon per la correzione dei dati ma, per esempio, mentre i compact disc dedicati all'utilizzo dati implementano due livelli di codifica dei dati, i compact disc dedicati all'audio implementano un solo livello di codifica: in quest'ultimo caso, si è preferito ridurre la correzione degli errori per aumentare la capacità utile del supporto.

### CD Audio (Red Book)
Fu il primo tipo di compact disc messo in commercio nei primi anni ottanta, concepito per la memorizzazione di flussi audio.

### CD-ROM (Yellow Book)
Sigla di Compact Disc Read Only Memory, sono usati per la memorizzazione di dati generici. Si ottengono per stampa, con appositi macchinari industriali. I CD-ROM di più larga distribuzione hanno una capienza di 74 minuti/650 MB e di 80 minuti/700 MB, mentre più rari sono i formati da 90 minuti/800 MB e da 99 o 100 minuti/870 MB.

### CD-R/CD-RW (Orange Book)
Sigla di Compact Disc Recordable e di Compact Disc Re-Writable. L'arrivo sul mercato nel 1990 dei primi masterizzatori di CD rendeva necessario uno standard commerciale. L'orange book prevede, in realtà tre diverse tipologie:
- CD-R Compact Disc scrivibili
- MO Dischi magneto-ottici
- RW Compact disc riscrivibili

Il Compact Disc Recordable non permette di cancellare file scritti in precedenza. Se il programma di masterizzazione consente di mantenere aperta la sessione di scrittura, al CD-R possono essere aggiunti file in più di una scrittura, sempre senza poter cancellare quelli inseriti in precedenza.
Un CD riscrivibile, invece, permette l'aggiunta e/o cancellazione di file tantissime volte, circa 1000 se in buone condizioni, anche in sessioni di scrittura differenti.

### CD-i (Green Book)
Sigla di Compact Disc Interactive. Inventato dalla Philips nel 1986 e ceduto poi alla Sony, può essere definito il progenitore del DVD, in quanto è un supporto in grado di contenere audio, video ed altra multimedialità integrata seppur di qualità comparabile alle cassette VHS. La loro diffusione è limitata all'oriente e agli Stati Uniti. Fanno parte di questo standard anche i Photo CD di origine Kodak.

### Video CD (White Book)
Si tratta di un formato in grado di memorizzare audio e video in formato MPEG-1, con qualità più o meno equivalente a quella di una videocassetta VHS. Può contenere sino a 74 minuti di video a schermo pieno, e di solito un film completo è memorizzato su due dischi.

### CD-XA (Blue Book)
Detto anche CD-Extra, è la contrazione di Compact Disc Extended Architecture. Formato apparso nel 1989 da una collaborazione tra Sony, Philips e Microsoft, che permette di mescolare tracce audio secondo il Red Book, tracce di dati secondo lo Yellow Book, permettendo così di ottenere CD audio multimediali, CD-Text, CD-Plus o CD+G (Karaoke). Una delle caratteristiche di questo formato, fondamentale per il multimedia, è la tecnica dell'interleaving: è possibile memorizzare fisicamente le informazioni in modo diverso dall'ordine logico, in modo da minimizzare il movimento della testina.

### Compatibilità
In generale, dato che i Books sono apparsi in ordine cronologico, un lettore moderno dovrebbe essere in grado di leggere tutti i tipi di formati.
In realtà spesso non è così: vi sono problemi relativi al CD-RW dato che la riflettività del materiale utilizzato è diversa e che necessita in genere di modifiche speciali (e costose). I lettori CD più vecchi (e quelli di livello non eccelso come quelli delle autoradio) non sono in grado di leggere i Blue Book senza problemi, specie se la traccia dati è all'inizio.

## Formati logici
I formati logici stabiliscono il significato dei dati memorizzati sui CD.

### CD-Audio
Lo standard utilizzato dai CD audio prevede di campionare con codifica PCM l'onda sonora, utilizzando una quantizzazione a 16 bit (che fornisce una dinamica di 96 dB) ed una frequenza di campionamento di 44100 campioni al secondo (che fornisce una risposta in frequenza teorica di 0-22 kHz – quella effettiva è più o meno inferiore dipendendo dalla qualità del riproduttore utilizzato). I dati sono memorizzati sul disco nei settori, ciascuno dei quali rappresenta 1/75 di secondo audio. È possibile ripartire i dati in un massimo di 99 tracce. La velocità di trasferimento dati è 176400 byte/s, detta anche CDx1, risultato del prodotto 44100 Hz * (16 bit/8) byte * 2 (canali, stereo).

### ISO 9660
È il formato più utilizzato, dato che utilizza una base comune molto semplice ed è estensibile facilmente.
- Il primo livello di ISO 9660 prevede solo nomi con standard MS-DOS, ovvero 8 caratteri per il nome, 3 di estensione ed interamente maiuscole. Ogni nome deve essere diverso dai nomi degli altri file nella stessa directory.
- Il secondo livello (con qualche problema di compatibilità) prevede l'uso di nomi lunghi, fino a 31 caratteri e non sono ammessi file condivisi.
- Il terzo livello è privo di ogni limitazione.

In ogni caso, dato che i sistemi operativi sono tanti e ciascuno ha le proprie caratteristiche, sono previste estensioni specifiche al formato ISO. Tali estensioni sono:
- El Torito: estensione per il Boot via BIOS. Occorre preparare l'immagine di un dischetto di boot.
- Joliet: estensione per Windows 95. Prevede nomi in formato Unicode lunghi sino a 64 caratteri.
- Rock Ridge: definisce un modo per introdurre nomi con caratteri maiuscoli e minuscoli e collegamenti simbolici. Poiché si tratta ancora di un file system ISO 9660, i file possono ancora essere letti da macchine che non supportano questa estensione, semplicemente non saranno visibili i nomi lunghi dei file. Rock Ridge è supportato dai sistemi Unix-like.
- Apple: estensione per Apple Macintosh. Tali dischi sono leggibili dai sistemi MS-DOS (perdendo le informazioni specifiche di Macintosh).
- Romeo: opzione di alcuni software di masterizzazione che consente la registrazione di CD con nomi di file lunghi fino a 128 caratteri, spazi inclusi. Tale opzione non è inclusa nello standard Joliet, non supporta i caratteri Unicode, e non prevede nomi file DOS associati.

I sistemi Windows 95, Windows 98 e Windows NT leggono il nome file Romeo. I sistemi Macintosh leggono i dischi Romeo se la lunghezza dei nomi file non supera i 31 caratteri.

### Apple-ISO (HFS)
Permette di memorizzare i dati secondo il sistema di file del Macintosh, e prevede quindi nomi con
maiuscole, minuscole e di lunghezza fino a 31 caratteri.
Oltre a ciò memorizza altri dati tipici del filesystem HFS. Tale CD può essere utilizzato nativamente solo sui computer Macintosh, ma è leggibile anche con i sistemi operativi Linux.

### Mixed Mode
Noto anche come CD Ibrido (Hybrid CD). Permette di mescolare, ad esempio, un CD Macintosh e un CD Windows.

### Photo CD
Formato specifico utilizzato dalla Kodak. Permette di memorizzare 100 immagini ad alta, media e bassa risoluzione su un singolo disco.

### Universal Disk Format
Si tratta di un nuovo filesystem in grado di superare le limitazioni di ISO 9660. Viene anche usato da certi software di scrittura CD-R/CD-RW a pacchetti.

## Problemi
Se tra i punti forti del CD possiamo elencare il basso costo, l'elevata capacità e la durata fisica del mezzo, non mancano diversi problemi.

### Lentezza
Il CD-ROM è un sistema di memorizzazione piuttosto lento se comparato con altre tecnologie di memorizzazione dei dati. Progettato originariamente per la riproduzione audio è ottimizzato per la stessa.
I fattori che determinano la sua lentezza sono:
- Tempo di accesso: È necessario spostare tutto il gruppo ottico di lettura per raggiungere la zona di disco richiesta, gruppo che ha una massa decisamente superiore rispetto a quella delle testine di un hard disk. Questo aspetto era ininfluente nell'uso originale in quanto lo spostamento ad un altro brano è un'operazione piuttosto rara e comunque un ascoltatore non ha problemi ad aspettare anche un secondo o due (come spesso accadeva sui lettori di CD audio). I lettori di CD-ROM sono più veloci ma il tempo di accesso ai dati si aggira comunque attorno ai 100 ms ovvero circa dieci volte quello di un hard disk.
- Velocità di trasferimento dati: Per la riproduzione di un flusso audio stereo era sufficiente un flusso di dati a circa 170 kb/s e in base a questo i CD-ROM vennero progettati. Per l'uso come supporto di memorizzazione tale velocità si riduce a 150 kb/s, per la necessità di introdurre ulteriori informazioni atte a garantire la correzione degli errori, ed è decisamente bassa. Le attuali unità CD-ROM usano velocità di rotazione molto superiori, fino a 52X (52per), riuscendo ad ottenere, teoricamente, una velocità di alcuni MB/s che è comunque inferiore di quasi due ordini di grandezza rispetto a quella di un hard disk. Non è possibile aumentare ulteriormente la velocità in quanto il policarbonato di cui sono fatti i CD verrebbe sollecitato eccessivamente.

| Moltiplicatore velocità | KiB/s       | Giri al minuto    |
| ----------------------- | ----------- | ----------------- |
| 1×                      | 150         | 200–500 (CLV)     |
| 2×                      | 300         | 400-1 000 (CLV)   |
| 4×                      | 600         | 800–2 000 (CLV)   |
| 8×                      | 1 200       | 1 600–4 000 (CLV) |
| 10×                     | 1 500       | 2 000–5 000 (CLV) |
| 12×                     | 1 800       | 2 400–6 000 (CLV) |
| 20×                     | 1 200–3 000 | 4 000 (CAV)       |
| 32×                     | 1 920–4 800 | 4 800 (CAV)       |
| 36×                     | 2 160–5 400 | 7 200 (CAV)       |
| 40×                     | 2 400–6 000 | 8 000 (CAV)       |
| 48×                     | 2 880–7 200 | 9 600 (CAV)       |
| 52×                     | 3 120–7 800 | 10 400 (CAV)      |
| 56×                     | 3 360–8 400 | 11 200 (CAV)      |

### Sicurezza
Quando i CD furono inventati, le macchine duplicatrici erano costosissime e 650 MB sembravano un'enormità. Oggi tali macchine sono estremamente a buon mercato, e chiunque può creare una copia perfetta di un CD (audio, dati, video), spendendo meno di 1 euro; se si passa alla produzione su larga scala, un CD-ROM può costare meno di 10 centesimi. Per questo motivo, le ditte produttrici si sono preoccupate per le copie non autorizzate e hanno cercato di introdurre sistemi anti-copia. Per quanto riguarda il software, varie aziende di software (soprattutto di giochi) sono sempre alla ricerca di nuove tecniche anti-cracker. Una di esse, sviluppata da Macrovision, si chiama SafeAudio e dovrebbe impedire la copia digitale ma non il normale funzionamento del CD. Il sistema funziona creando dei settori volutamente difettosi: se letto con un normale lettore CD Audio, questi verranno visti come "imperfezioni" e automaticamente corretti - seppure con una piccola perdita di qualità mentre i lettori CD-ROM troveranno il disco illeggibile. La vicenda non fu priva di strascichi: alcune case discografiche sono state citate in giudizio per aver venduto materiale scadente e non riproducibile su tutti i dispositivi. Famoso è il caso del gruppo Sony/BGM, che ha inserito nei suoi CD un programma ad avvio automatico, chiamato XCP, che modificava i driver per ostacolarne la copia e utilizzava una serie di tecniche per nascondere queste modifiche anche agli utenti piuttosto esperti. Il fatto che le modifiche fossero permanenti e fatte automaticamente e praticamente all'insaputa del proprietario ebbe un certo clamore, e Sony rilasciò uno strumento per rimuoverlo. Attualmente non sono note delle tecniche efficaci per la protezione dei CD audio.

### Qualità
Orientarsi nella scelta fra le innumerevoli marche presenti sul mercato di CD-R e CD-RW non è sempre facile.
Esistono centinaia di marche diverse di supporti, dal marchio noto e pubblicizzato, al marchio sconosciuto, al marchio della catena di distribuzione, tuttavia la quasi totalità dei dischi è prodotta da un numero tutto sommato piccolo di industrie più o meno famose come per esempio Ritek, Philips, Mitsubishi Chemicals, Moser Baer, Sony e altre i cui nomi a volte non compaiono sull'etichetta o sulla scatola del supporto. I dischi vengono prodotti da queste aziende e marchiati con il nome che viene di volta in volta richiesto da chi andrà a commercializzare il prodotto.
Per stabilire chi è il "vero" produttore di un certo supporto CD-R o CD-RW è indispensabile leggere, con un programma apposito ed un lettore compatibile, la traccia ATIP (Absolute Time In Pre-Groove), traccia normalmente non visibile che contiene informazioni inserite nel CD dal produttore. Esistono supporti, più semplici e meno costosi, privi di una protezione fisica nella parte superiore (la faccia non incisa): molte volte basta una piccola etichetta adesiva o l'utilizzo di un inchiostro aggressivo per rovinare questi supporti; una seconda categoria di supporti, più costosa e solitamente distribuita solo da marche note, ha una protezione in materiale plastico anche sulla faccia superiore del disco: per questo etichette, post-it e inchiostri all'alcol non sono in grado di inficiare la leggibilità di questo tipo di dischi. Anche a livello chimico i CD-R non sono tutti uguali: lo strato di memorizzazione di un generico CD-R può infatti essere realizzato con: Cianina – brevetto della Tayo Juden Company LTD; Ftalocianina - prodotto Mitsui Toatsu Chemicals; Azo – prodotto della Mitsubishi Chemicals Corporation oppure Formazan - prodotto della Kodak Japan Limited. Lo strato di memorizzazione dei CD-RW invece è un composto di argento, indio, antimonio e tellurio. I CD stampati ed incisi industrialmente invece non hanno generalmente problemi di qualità del substrato in quanto lo stesso è normalmente in alluminio.

### Problemi di smaltimento
I vari tipi di supporti CD sono accomunati dal fatto di avere una struttura "a sandwich" composta da vari tipi di sostanze chimiche, tra cui anche metalli, depositate su un foglio di materiale plastico (policarbonato). Questa struttura fa sì che questi supporti vengano classificati come "materiali compositi" e non possano essere riciclati con la comune plastica. Pertanto i CD non più funzionanti, in disuso o comunque non più utili non devono essere conferiti nella raccolta della plastica. Se abbandonato nell'ambiente un disco di questo tipo resta praticamente immutato per un tempo indefinito poiché non è biodegradabile; inoltre le sostanze chimiche depositate sulla superficie riflettente del disco possono staccarsi e divenire fonte di inquinamento.

### Timori e problemi relativi alla durata
Quando vennero messi sul mercato i primi CD, tra i vantaggi decantati dai produttori vi era la loro lunga durata nel tempo. Ma nell'arco di pochi anni si verificò un fenomeno increscioso: alcuni dischi prodotti da aziende europee cambiavano colore ai bordi e il programma ne soffriva.
Il fenomeno si chiamò "abbronzatura" e si propagò sulla stampa (anche specializzata) un allarme del tipo: "i CD non durano" o "sono destinati a rovinarsi nell'arco di anni o meno". In realtà il problema era limitato: era dovuto al contatto con alcune sostanze (principalmente zolfo) contenuto nella carta e nelle etichette. Questo problema riguardò diverse marche prestigiose, che producevano dischi basati sulle produzioni da Philips/DuPont: Hyperion, Pearl, Academy Sound&Vision, CRD, Archiv, Deutsche Grammophon, London/Decca, Unicorn-Kanchana
Il fenomeno faceva virare il supporto da una colorazione argentea a una bronzea.
Un ulteriore fenomeno noto come "Disc rot" o cancro del disco riguarderebbe invece la progressiva ossidazione dell'alluminio riflettente che è posto tra lo strato di policarbonato e quello di lacca protettiva.
In questo caso lo strato inciso tenderebbe a scurirsi partendo dai bordi o dal foro di fissaggio (i punti in cui gli strati sono meno coesi) e tenderebbe ad espandersi, rendendo il supporto progressivamente illeggibile.

## Galleria d'immagini

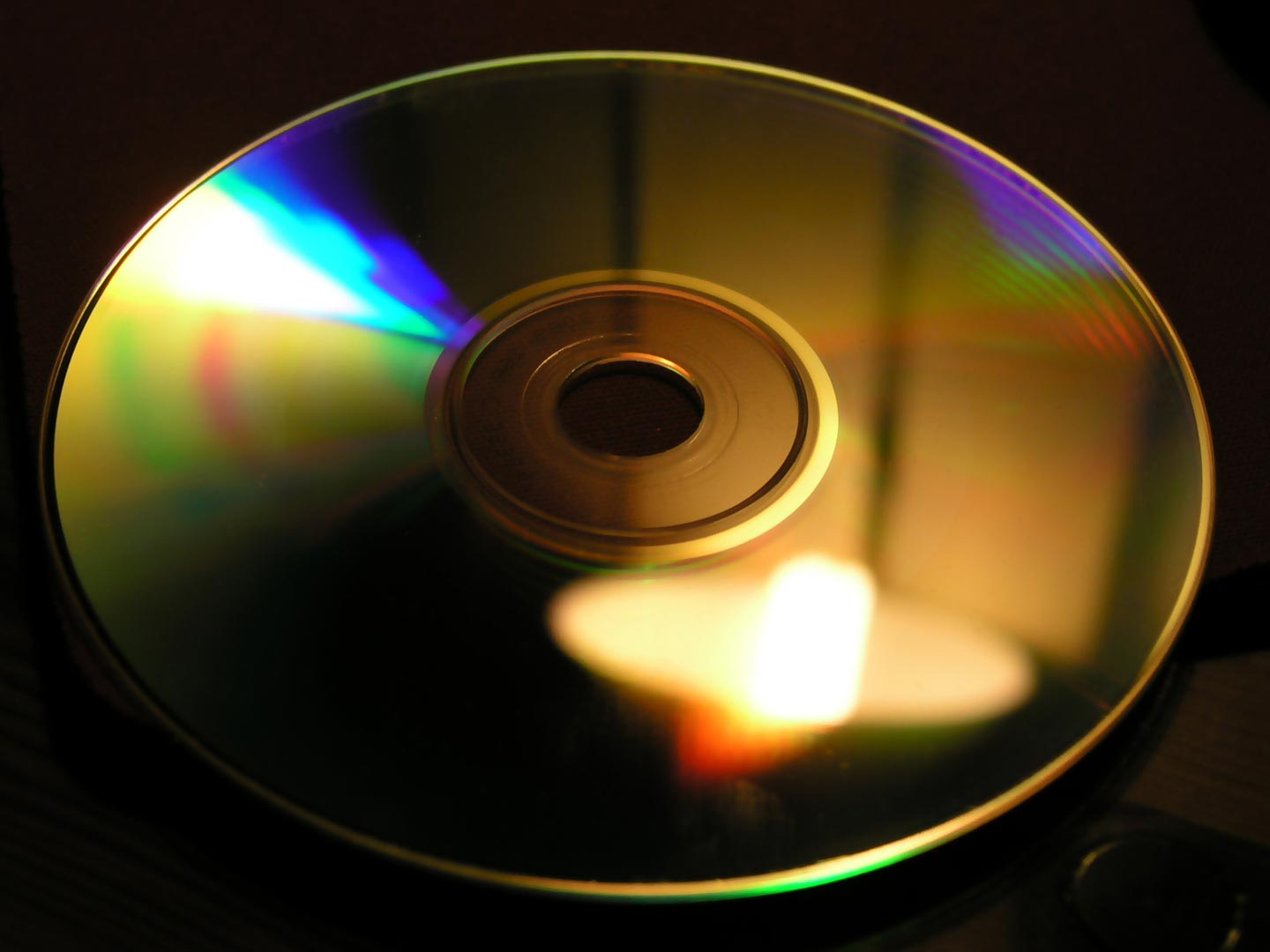
Interferenze ottiche in un CD
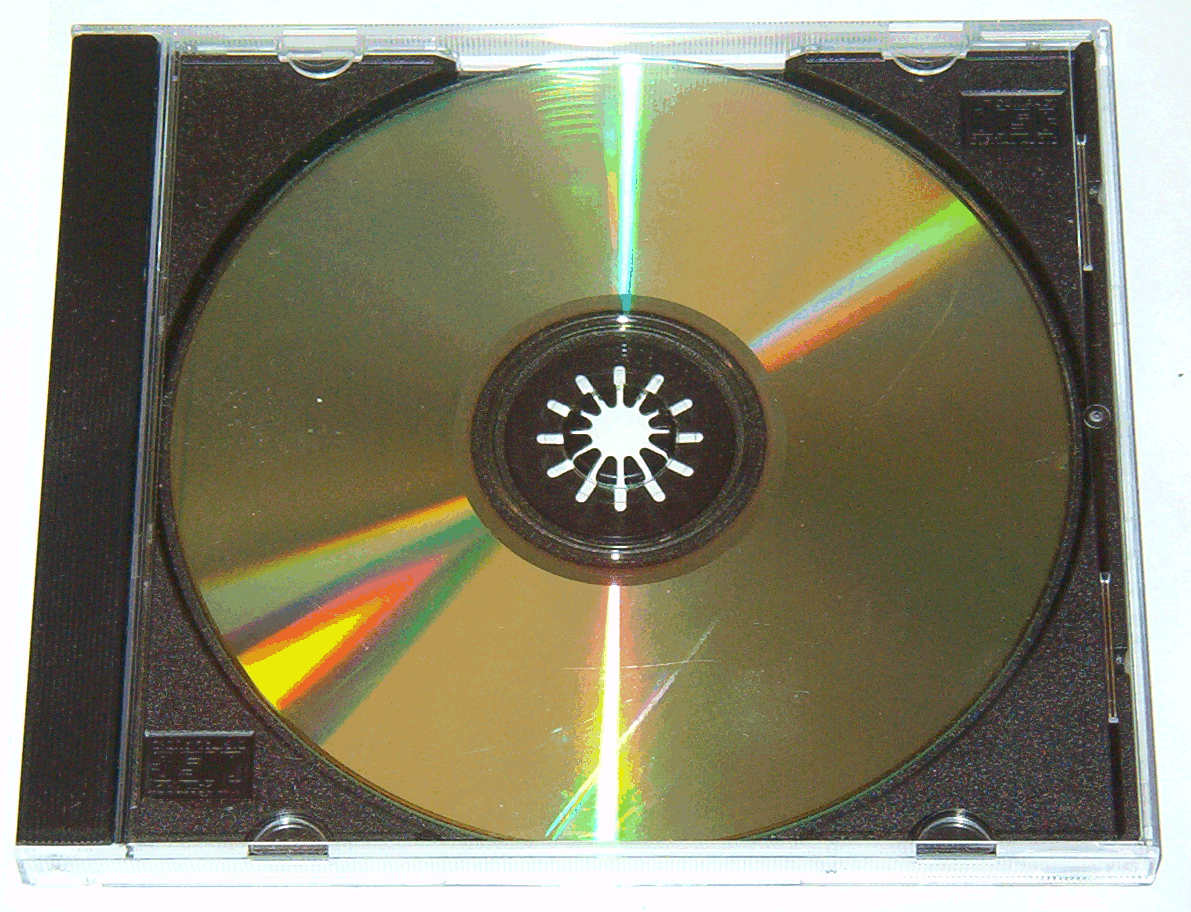
CD nella custodia porta-CD